# 謝汝欽
謝汝錕（1861年—1931年），字敬之，貴州省仁懷縣官渡場人，清代政治人物。

## 生平
歷官吉林敦化縣知縣，伊通州知州、五常廳同知、伯都訥廳同知、賓州廳同知、吉林府知府、長春府知府、吉林道、廣西太平思順道、吉林民政使、授果勇巴圖魯，誥封榮祿大夫。